# Anders Johansson

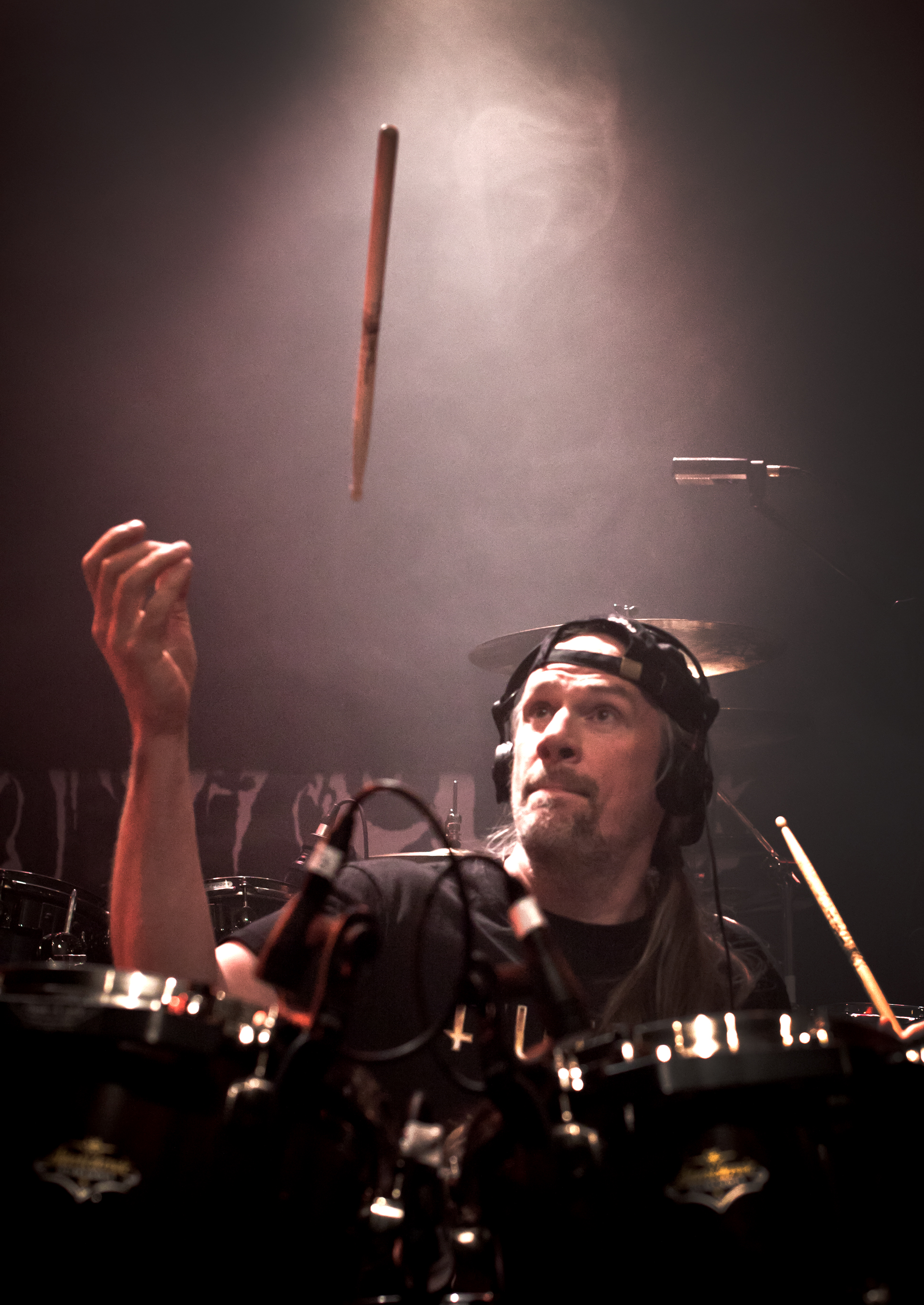
Anders Johansson 2011

Anders Johansson (* 25. Mai 1962 in Göteborg) ist ein schwedischer Schlagzeuger. Bekanntheit erlangte er als Mitglied von Yngwie Malmsteens Band und durch Hammerfall. Seit 2017 ist er der Schlagzeuger von Hulkoff und seit 2019 von Manowar.

## Leben
Johansson entstammt einer Musikerfamilie. Sein Bruder Jens ist der Keyboarder von Stratovarius. Sein Vater Jan war einer der bekanntesten Jazzpianisten Skandinaviens.
Johansson wuchs vornehmlich in Stockholm auf. Später auch in Malmö. Mit dreizehn Jahren begann er autodidaktisch das Schlagzeugspiel zu erlernen. Zuvor hatte er bereits gemeinsam mit seinem Bruder Jens für fünf Jahre Klavierunterricht genommen.
Seinen Wehrdienst nahm Johansson als äußerst langweilig wahr, jedoch ließ ihn sein Leutnant für ein paar Stunden Schlagzeug üben.
1984 bis 1989 spielte Johansson gemeinsam mit seinem Bruder für Yngwie Malmsteen. Von 1999 bis 2014 spielte er mit der Power-Metal-Band Hammerfall. Für den Posten des Schlagzeugers bei Hammerfall folgte ihm David Wallin nach.
2004 spielte Johansson Liveschlagzeug in der Band seines Bruders, Stratovarius.
2017 schlossen er sowie seine Söhne Niklas und Karl sich Pär Hulkoff an und komplettierten damit dessen Projekt „Hulkoff“.
Mit seinen Söhnen spielt er auch in der Band Tungsten.
Johansson besitzt seine eigene Plattenfirma. Sein Spitzname lautet „Swedish Tank“.
Im März 2019 wurde bekannt, dass Anders Johansson bei der amerikanischen Metal-Band Manowar aktiv ist.

## Diskografie

### Als Solokünstler
- Shu-tka
- 1997: Red Shift

### Mit Yngwie Malmsteen
- 1985: Marching Out
- 1986: Trilogy
- 1988: Odyssey
- 1996: Inspiration (auch Tontechnik)

### Mit Hammerfall
- 2000: Renegade
- 2002: Crimson Thunder
- 2005: Chapter V: Unbent, Unbowed, Unbroken
- 2006: Threshold
- 2009: No Sacrifice, No Victory
- 2011: Infected
- 2014: (r)Evolution

### Mit Jens Johansson
- 1991: Fjäderlösa Tvåfotingar (als Jens Johansson)
- 1994: The Johansson Brothers (als The Johansson Brothers)
- 1996: Heavy Machinery (als Anders Johansson, Jens Johansson and Allan Holdsworth; auch Abmischung, Mastering und Produktion)
- 1998: Fission (als Jens Johansson)
- 1998: Sonic Winter (als Johansson; auch Abmischung, Mastering und Produktion)
- 1999: The Last Viking (als Johansson; auch Produktion)

### Mit Hulkoff
- 2017: Kven

### Mit weiteren Künstlern
- 1990: Cry for Love mit Blue Murder
- 1993: Agony in Despair mit Keegan
- 1993: Something Wicked Comes mit Billionaires Boys Club
- 2001: Hypnotica mit Empire (Schlagzeug im dritten und zwölften Lied)
- 2003: Trading Souls mit Empire (Schlagzeug im dritten und siebten Lied)
- 2003: The Second Coming mit Winterlong
- 2003: The Great Fall mit Narnia (Schlagzeug im siebten Lied)
- 2017: Vantablack mit Strokkur